# Становий острів
Становий острів — острів на Дніпрі у місті Дніпро біля його правого берега. Майже весь острів затоплений водами озера Леніна у 1932 році. У 1970-их роках острів відновлений намиттям річного піску, але у іншій формі.
Інші назви: козацька - Кінський, імперська - Воронцовський.

## Опис
Острів тягнувся з півночі на південь приблизно на 4 км. Острів знаходиться у місці повороту Дніпра з південно-східного напряму на південь навпроти місця гирла Самари. 
Дмитро Яворницький пише: "Супроти Серібної коси простягся вздовж правого берега Дніпра великий острів Становий, або Воронцовський, більш як на 4 верстви завдовжки і 2 верстви завширшки; він піскуватий, низький, порослий лісом, його звичайно заливає весняна вода." 
Навпроти острова, вздовж правого берега Дніпра, простяглось селище Мандриківка.

## Історія

### Кінський острів
Сучасні дослідження, що перша відома назва острова була Кінський.
Дмитро Яворницький приводить опис Боплана про Кінський острів: «Супроти гирла річки Самари острів Кінський, про який пише інженер Боплан 1635 року: 
«Кінський острів має коло 3/4 милі завдовжки 1/4 милі завширшки; у верхній частині вкритий він лісами та болотами, весною затопляє його вода. Тут проживає множество риболовців, які, за недостачею соли, зберігають рибу в попелі, а також дуже багато її сушать. Рибу ловлять коло гирла Самари, яка вливається в Дніпро ліворуч супроти „голови“ Кінського острова».»

### Становий острів
Так острів почали називати у 18 сторіччі за те, що тут козаки влаштували тут стани та відходи для сезонної рибалки та промисла.
По зруйнуванню Запорозької Січі острів дарований царем у приватні руки. Він зазначений в «Реєстре о розданных, но незаселенных Екатеринославского уезда землях»: «Острів Становий пана генерал-поручика князя Олександра Анрійовича Прозоровського, 80 десятин».
Від князя Прозоровського Становий острів перейшов до прем'єр-майора О. М. Синельникова.
Вкінці 19 й на початку 20 сторіччя острів був заміським місцем для пікніків.

### Воронцовський острів
В останні часи острів належав князю Іларіону Воронцов-Дашкову
.
На планах міста 1903 й 1910 років острів називається "Острів Становий (Воронцовський). На мапі 1913 року - острів Воронцовський.

### За радянської влади
1932 року затоплений піднятими водами Дніпрового водосховища. На генеральному плані міста Дніпропетровськ 1933 року від острова, у його колишнього східного краю, залишилася довга й вузька коса - найвище місце Станового острова.
1941 року ДніпроГЕС був зруйнований й Становий острів знову відновився. 1947 року відновилася Запорізька ГЕС й острів зник за декілька років. Залишок острова почали називали острів Солов'їний.

### Намиття нового острову
1971 року почали будувати житлові райони Мандриківський й Лоцманський. Частина землі під райони була намита. Вулиця набережна Перемоги була намита саме на місці стародавньої протоки між Становим островом й Мандриківсько-Лоцкам'янським берегом.
Був побудований Дніпропетровський гребний канал набиттям 3 паралельних кос довжиною у 2 км кожна, по колишньому східному краю Станового острова.
Тут також була облаштована зона відпочинку, човникові станції, зведений палац піонерів.